# いぶり漬け

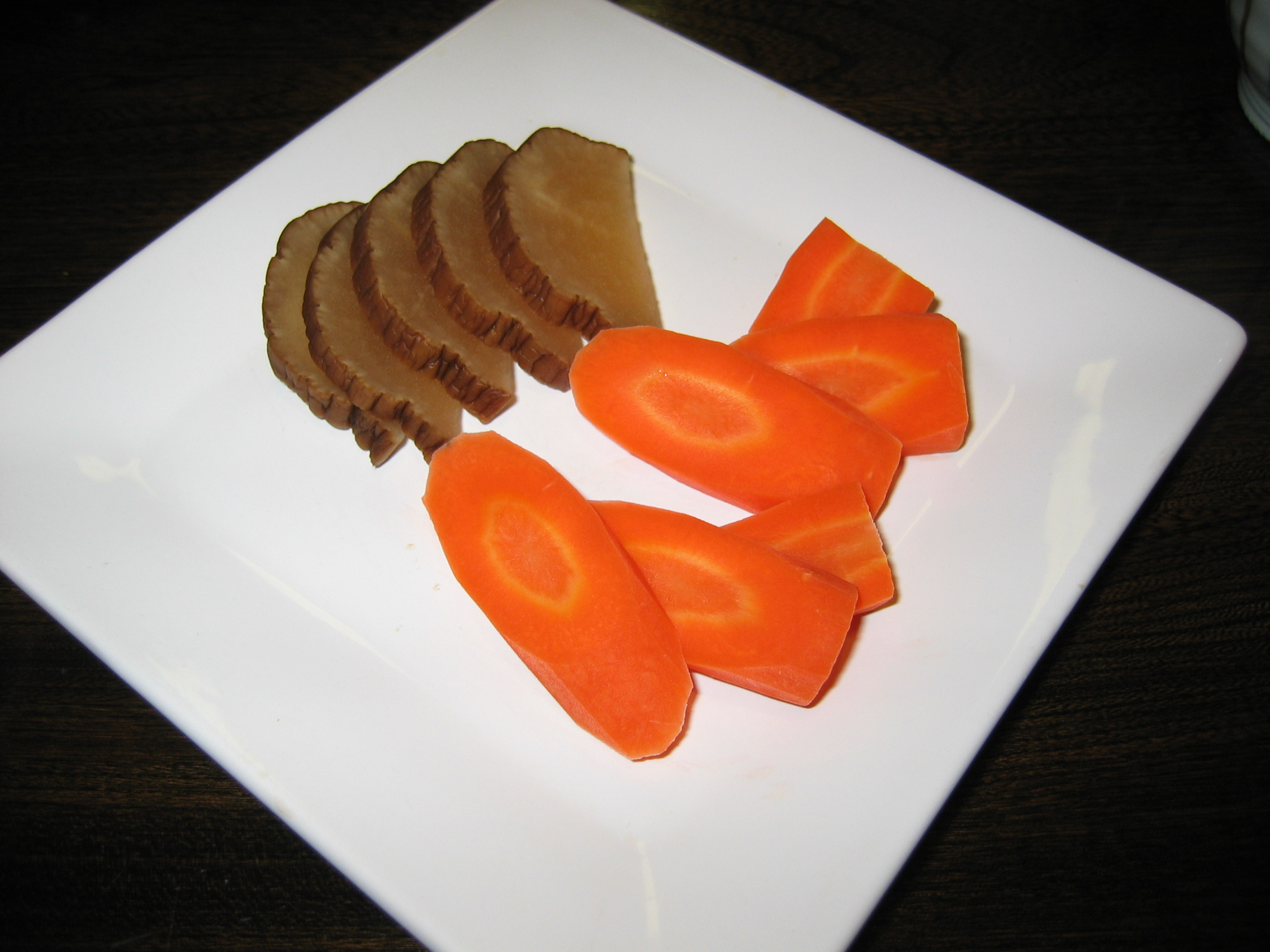
いぶりがっこ（上）とニンジン

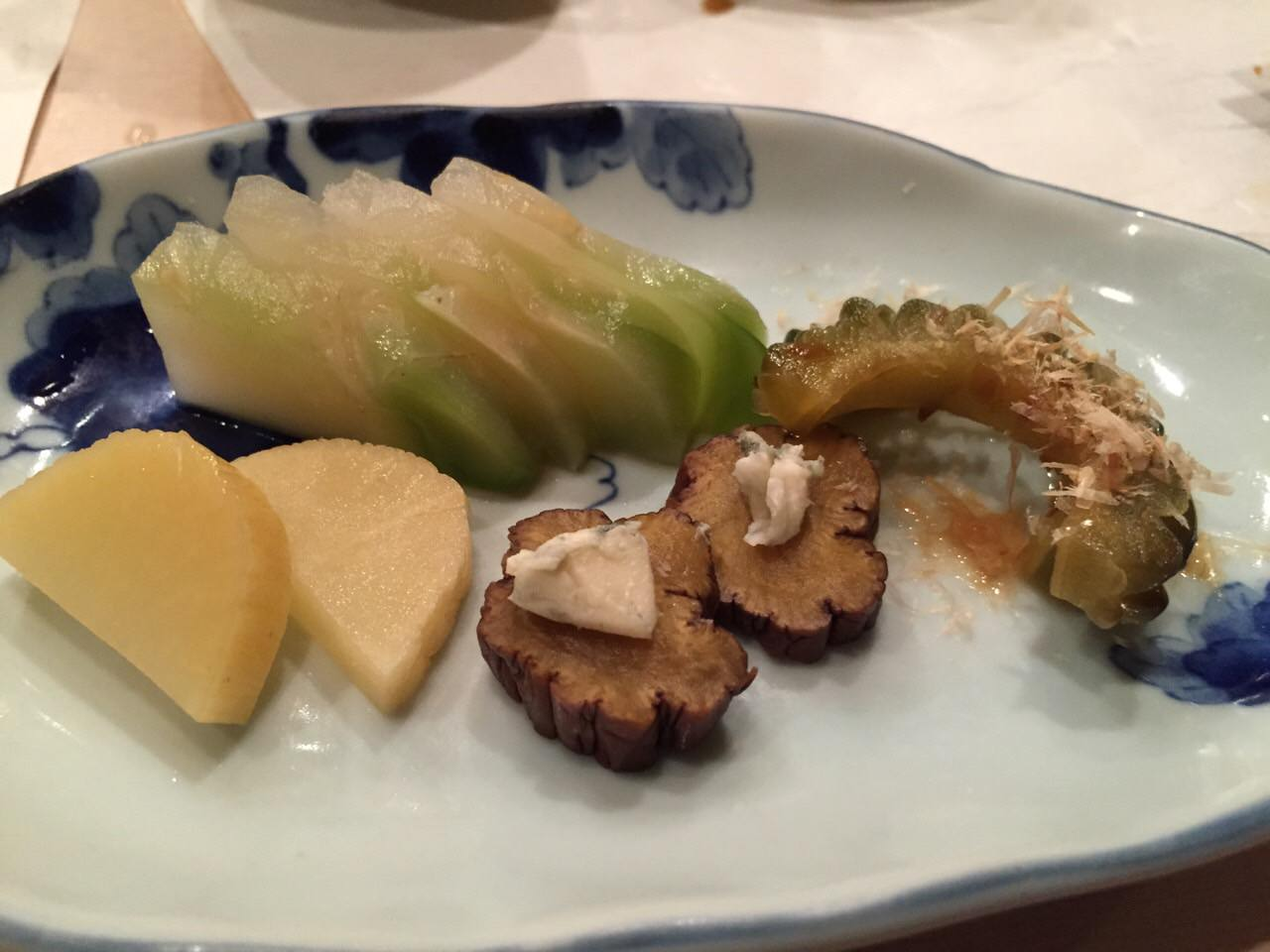
クリームチーズとも相性が良いとされる

いぶり漬け（いぶりづけ）は、秋田県の内陸南部地方に伝わる、主に大根を燻煙乾燥させた上で漬け込んだ漬物。たくあん漬けの一種で、野菜を利用した漬物に燻煙工程（燻り工程）が含まれている点は世界的にも珍しいとされる。
「いぶりがっこ」という名で呼ばれることが多いが、元は秋田県湯沢市下院内の漬物屋（雄勝野きむらや）が、1964年に発売したいぶり漬けの商標である。なお、2019年5月8日、「いぶりがっこ」及び「Iburigakko」は農林水産省により特定農林水産物として地理的表示 (GI) 登録された（登録番号第79号）。

## 概要
東北地方の日本海側では気候的に湿度が高く、晩秋から初冬の大根の収穫期には曇天、さらに降雪に見舞われる。そのためたくあん漬けのために干し大根を作ろうにも、屋外では充分に乾燥させることができない。そのため室内の梁に大根を吊るし、囲炉裏の煙を利用して大根を干した上で漬けこむ「燻り大根漬け」が作られるようになった。秋田の農家に伝承された漬物で、豪雪地帯の保存食として古くから親しまれてきた。
昭和30年代に薪ストーブが普及したことで家庭で囲炉裏を使って「燻り大根漬け」を作ることは少なくなったが、昭和40年代には秋田県内の漬物業者が商品化するようになった。「いぶりがっこ」のほか（商標については後述）、「いぶり大根漬」、「いぶりたくあん漬」、「いぶり漬」などの名称がある。なお、「がっこ」は秋田県の方言で漬物を意味する。
横手市山内地域では、いぶり漬けの味を競う「いぶリンピック」が開かれており、クラシカル部門とフリースタイル部門がある。
特定農林水産物として登録されるものは原材料等に日本の国内産の大根を用いることとされている。なお、横手市山内三又では特産品山内にんじんを使い「いぶりにんじん」を作っている。

## 製法
市販品は主に燻煙工程（燻り工程）と漬込工程からなるが、各製造業者が独自の製法をもっている。
燻煙工程（燻り工程）では原料となる大根を楢や桜など広葉樹の薪を使って昼夜2日以上いぶす。その後の漬込工程では、ぬか床で40日以上漬け込んで発酵熟成させる。
農家の副業を含め小規模な製造業者が多いが、2021年6月施行（経過措置3年）の改正食品衛生法により専用の製造所設置や営業許可の取得が義務付けられ、廃業が続出することが懸念されている。

## 商標
「いぶりがっこ」の商品名で一般向けに販売されるようになったのは1967年（昭和42年）とされる。
- 株式会社雄勝野きむらやにより1983年に商標登録（第1588021号）
- 株式会社雄勝野きむらやにより2009年に商標登録（第5203672号）

この商標権について、同じ名称での販売を巡り2014年に発足した県内の後発業者団体と、先発業者で商標を有する株式会社雄勝野きむらやとの間で主張の対立が続いている。上記（第1588021号）は「いぶりがっこ」という平仮名6文字をデザインした商標である。雄勝野きむらやは、1963年に創業した秋田県湯沢市下院内の業者で、「商標は商品の品質とブランドを表現するもの。いぶりがっこは長年育て上げてきた自負があり、名称も商標権に含まれている」と主張している。一方で、2014年に県内の後発組にあたる複数の業者で発足した秋田いぶりがっこ協同組合は、「特殊な文字で表された図形商標で名称は商標権に含まれない」と主張し対立が生じている。
- 有限会社奥州食品により2014年に商標登録（第5697597号）

上記は「秋田 奥州食品 いぶりがっこ」という文字が記された図形商標である。奥州食品は秋田県大仙市協和稲沢の業者で、雄勝野きむらやは本商標に対し登録異議申し立てをしたが、2015年8月に却下されている。
秋田いぶりがっこ協同組合は、特許庁の判定制度を利用し権利侵害の可能性について判定を求めていた。特許庁は2016年7月に「（いぶりがっこ）の名称は秋田県を中心に広く一般に理解されている」として名称自体に商標権は含まれないとの判断を示した。判定制度に法的拘束力はないが、商品名に「いぶりがっこ」を使える可能性は高くなった。